# Ibibio
L'Ibibio és la llengua nadiua dels ibibios del sud de Nigèria. És llengua oficial a Akwa Ibom. El nom Ibibio també és utilitzat per a referir-se a les llengües ibibio-efik. L'ibibio està íntimament relacionat amb les altres llengües ibibio-efik: l'efik, l'anaang i l'ukwa. Les llengües ibibio-efik són part de la família de les llengües del baix Cross (o llengües Obolo), de la gran família dels llengües bantus Benue-Congo.
Es parla sobretot a l'estat d'Akwa Ibom, a les LGAs: Itu, Uyo, Etinan, Ikot Abasi, Ikono, Ekpe-Atai, Uruan, Onna, Nsit-Ubium i Mkpat Enin.

## Dialectologia i ús de la llengua
Entre els seus dialectes destaquen l'Enyong, l'Ibibio Central, l'Itak i l'Nsik.
És una llengua de comerç. És la llengua principal de l'estat d'Awka Ibom. És utilitzada en cursos universitaris però el seu ús literari ha minvat a favor de l'efik. S'ensenya a l'educació primària i secundària i gaudeix de programes de ràdio, televisió. Disposa de diccionari i gramàtica. L'escriptura que utilitza és l'alfabet llatí.